# Ngô Tam Quế
Ngô Tam Quế (tiếng Hán: 吳三桂, bính âm: Wú Sānguì, Wade-Giles: Wu San-kuei; tự là Trường Bạch 長白 hay Trường Bá 長伯; 1612 – 2 tháng 10 năm 1678), là Tổng binh cuối triều Minh, sau đầu hàng và trở thành tướng của nhà Thanh, rồi lại xưng đế chống nhà Thanh nhưng cuối cùng thất bại.

## Cuộc đời

### Tướng nhà Minh
Trước đây Ngô Tam Quế từng dưới quyền của Viên Sùng Hoán. Sau khi viên tướng này bị vua nhà Minh là Sùng Trinh giết chết, Ngô Tam Quế dần dần được trao nhiệm vụ làm Tổng binh trấn giữ Sơn Hải quan (nay thuộc tỉnh Hà Bắc, Trung Quốc).

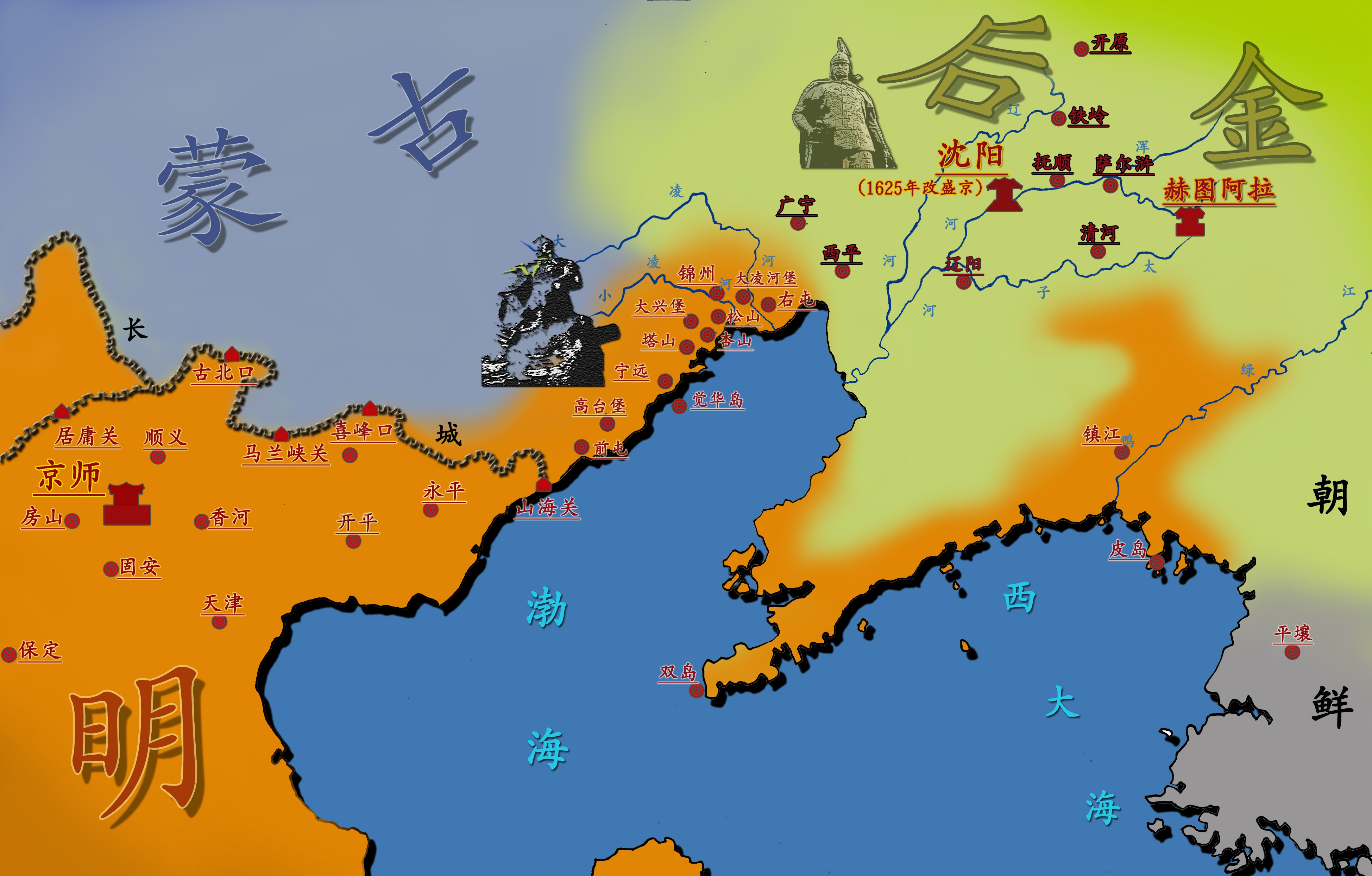
Những năm cuối thời nhà Minh, Liêu Ninh là nơi tranh giành của quân Hậu Kim, Mông Cổ và Minh. Sơn Hải quan có vị trí chiến lược để Hậu Kim xâm nhập Trung Nguyên.

Khoảng thời gian này, các nhóm khởi nghĩa chống lại nhà Minh đã dần lớn mạnh, trong số ấy có lực lượng của Lý Tự Thành. Sau những thắng lợi liên tiếp, Lý Tự Thành lên ngôi Hoàng đế ở Tây An (Thiểm Tây) và rồi đánh chiếm luôn Bắc Kinh vào ngày 26 tháng 5 năm 1644.

### Dẫn quân Thanh vào Trung Nguyên
Trong khi đó Ngô Tam Quế chỉ huy 10 vạn quân đang đóng ở Sơn Hải Quan. Nhiệm vụ của lực lượng này vốn là để phòng ngự sự xâm nhập của quân Thanh, nhưng khi nghe Bắc Kinh bị uy hiếp, Ngô Tam Quế liền dẫn binh về cứu. Dọc đường, nghe tin kinh đô đã thất thủ, vua Minh (Sùng Trinh Hoàng đế) đã chết, lại nghe Lý Tự Thành dụ dỗ, nên Ngô Tam Quế đã định hàng Lý Tự Thành. Nhưng khi hay ái thiếp của mình là Trần Viên Viên bị Tự Thành chiếm đoạt, cha của ông cũng bị Lý Tự Thành giết, ông nổi giận đổi ý, đến xin hợp tác với quân Mãn Thanh dưới quyền chỉ huy của Đa Nhĩ Cổn.
Quân của Ngô Tam Quế sau đó mở cửa Sơn Hải cho quân Mãn tràn qua, phối hợp chống lại quân Lý Tự Thành. Kết quả là quân Mãn Châu đã tiêu diệt lực lượng của Lý Tự Thành bằng cách dùng một miếng vải gắn liền với đồng phục của quân Ngô Tam Quế để phân biệt đồng minh và kẻ thù. 
Lý Tự Thành bị liên quân Ngô Tam Quế và Mãn Thanh đánh bại. Do đó ông phải rút khỏi Bắc Kinh sau 43 ngày đêm làm chủ chốn đế đô này. Kể từ đó, nhà Thanh chính thức làm chủ được Trung Quốc.

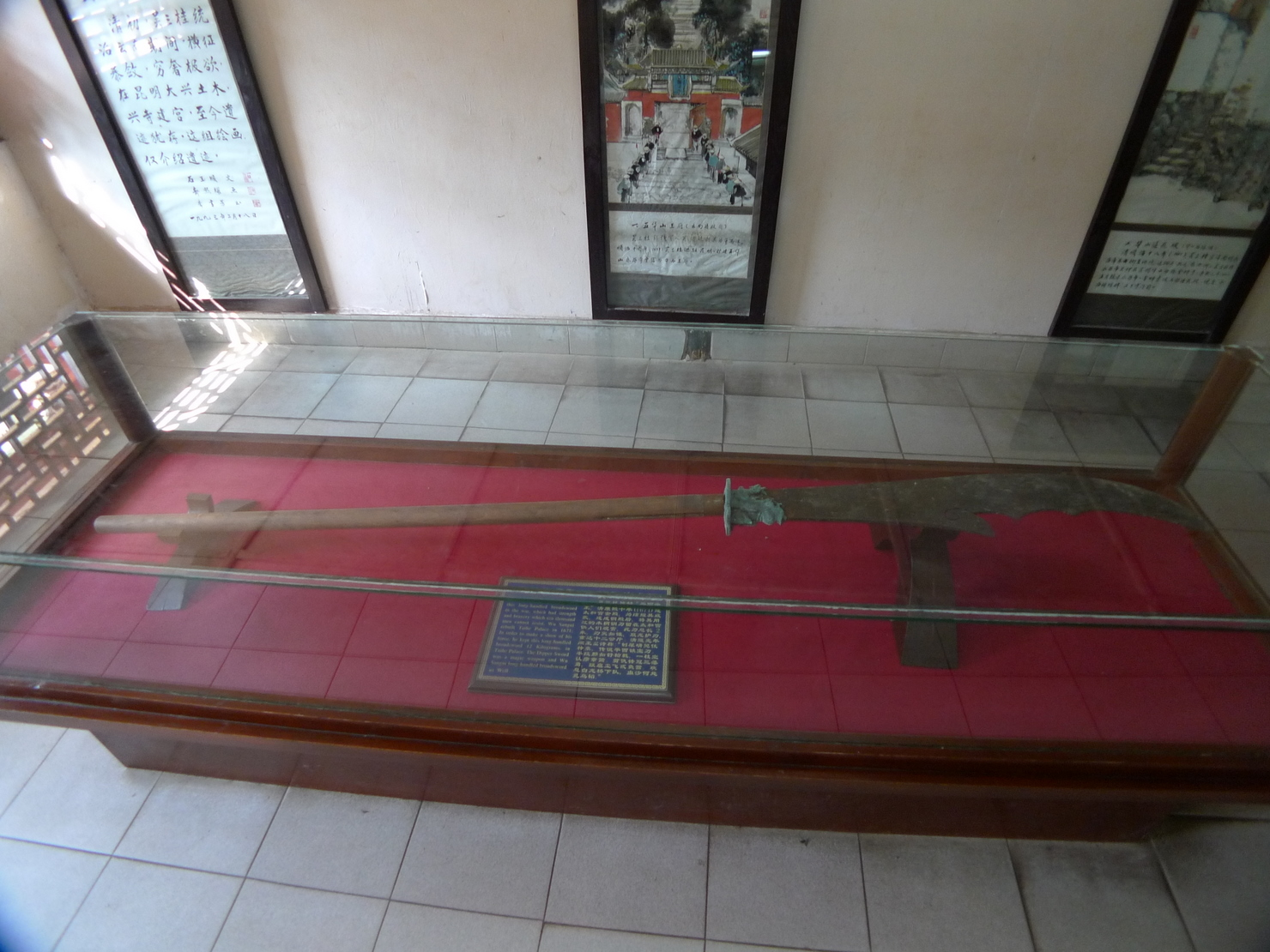
Đại đao của Ngô Tam Quế.

Khi nhà Minh ở Bắc Kinh đã bị lật đổ, các quan lại ở Nam Kinh bèn tôn một người trong hoàng tộc là Phúc Vương lên làm vua, lập nên nhà Nam Minh. Tuy nhiên, trước sự tấn công mạnh mẽ của quân Thanh, vị vua cuối cùng của Nam Minh là Quế Vương (Chu Do Lang) phải chạy sang Miến Điện. Ngô Tam Quế đem quân truy kích buộc vua Miến Điện phải giao Quế Vương, rồi đưa về Côn Minh (thủ phủ của tỉnh Vân Nam) treo cổ, triều Nam Minh diệt vong (1661).

### Loạn Tam Phiên
Khi mới thành lập, triều Thanh đã phong vương cho một số tướng lĩnh Hán tộc có công, trong số đó có Thượng Khả Hỉ (được phong là Bình Nam vương, trấn thủ Quảng Đông), Cảnh Trọng Minh (được phong là Trấn Nam vương, trấn thủ Phúc Kiến), Ngô Tam Quế (được phong Bình Tây vương, trấn thủ Vân Nam).
Ba lãnh địa đó gọi chung là "Tam phiên", và trong ba phiên ấy mạnh nhất là thế lực của Ngô Tam Quế. Sau xét thấy sự tồn tại của những lãnh địa này không có lợi cho nền thống trị của nhà Thanh, năm 1673 vua Khang Hi đã ra lệnh bãi bỏ các phiên.
Bị mất quyền lợi, ngay năm ấy Bình Tây vương Ngô Tam Quế nổi dậy chống lại nhà Thanh và hô hào hai phiên kia cùng phối hợp. Phong trào này buổi đầu đã lôi cuốn được sự hưởng ứng của nhiều địa phương trong cả nước, như Trịnh Kinh từ Đài Loan cũng đem quân qua tấn công vùng ven biển hai tỉnh Chiết Giang và Phúc Kiến. Tuy nhiên, vì các lực lượng chống Thanh không có hành động thống nhất nên ít năm sau thì bị dẹp tan. Năm 1676, hai phiên họ Cảnh và họ Thượng đã đầu hàng.

### Xưng đế và qua đời
Trong tình thế rất khó khăn, năm 1678, Ngô Tam Quế vẫn xưng làm Hoàng đế, lập ra nhà Đại Chu (大周), thủ đô tại Hành Dương, Hồ Nam. Nhưng chỉ được 5 tháng thì chết vào ngày 2 tháng 10 năm 1678, ông thọ 66 tuổi.
Cháu của ông là Ngô Thế Phiên nối ngôi nhưng thế lực đã rất suy yếu. Năm 1681, quân nhà Thanh tấn công và chiếm được Vân Nam, Thế Phiên phải tự tử. Cuộc nổi dậy của "Tam phiên" đến đây thì bị dập tắt.

### Gia thất
Vợ: Trần Viên Viên
Con cái:
1. Ngô Ứng Hùng,ngạch phò của Khác Thuần Trưởng Công chúa
2. Ngô Ứng Kỳ
Cháu:
1. Ngô Thế Phiên, con trai Ngô Ứng Hùng
2. Ngô thị, con gái Ngô Ứng Hùng, Trắc Phúc tấn của Thường Ninh